# 白胸啸鹟
白胸啸鹟（学名：Pachycephala lanioides），是啸鹟科啸鹟属的一种，为澳大利亚的特有种。该物种的保护状况被评为无危。
白胸啸鹟的平均体重约为41.0克。栖息地包括亚热带或热带的湿润低地林和亚热带或热带的红树林。